# Марсело Бароверо
Марсело Бароверо (ісп. Marcelo Barovero, нар. 18 лютого 1984) — аргентинський футболіст, воротар клубу «Монтеррей».

## Клубна кар'єра
Народився 18 лютого 1984 року. Вихованець футбольної школи клубу «Атлетіко Рафаела». Дорослу футбольну кар'єру розпочав 2003 року в основній команді того ж клубу, в якій провів чотири сезони, взявши участь у 119 матчах чемпіонату, але основним воротарем став тільки в 2005 році.
Протягом 2007—2008 років захищав кольори команди клубу «Уракан». У 2008 році Марсело приєднався до «Велес Сарсфілда». 25 жовтня у матчі проти «Колона» він дебютував за нову команду. У 2009 і 2011 році Марсело двічі став чемпіоном Аргентини. Більшість часу, проведеного у складі «Велес Сарсфілда», був основним голкіпером команди. Відзначався досить високою надійністю, пропускаючи в іграх чемпіонату в середньому менше одного голу за матч.
У липні 2012 року уклав контракт з клубом «Рівер Плейт», у складі якого провів наступні чотири роки своєї кар'єри гравця. Граючи у складі «Рівер Плейта» також здебільшого виходив на поле в основному складі команди. В матчах за клуб «Рівер Плейт» також не дозволяв суперникам забивати у свої ворота в середньому більше одного голу за гру. У 2014 році Марсело втретє став чемпіоном Аргентини, а також здобув Південноамериканський кубок, а в 2015 році допоміг «Ріверк» виграти Кубок Лібертадорес та Рекопу Південної Америки.
Протягом 2016—2018 років захищав кольори мексиканського клубу «Некакса», з якою виграв Кубок Мексики у 2018 році.
23 травня 2018 року Бароверо перейшов у «Монтеррей». З командою став переможцем Ліги чемпіонів КОНКАКАФ у 2019 році. Станом на 14 вересня 2019 року відіграв за команду з Монтеррея 48 матчів в національному чемпіонаті.

## Виступи за збірну
У 2011 та 2011 роках викликався до складу національної збірної Аргентини, втім так за неї і не дебютував.

## Титули і досягнення
- Чемпіон Аргентини (4):

«Велес Сарсфілд»: Клаусура 2009, Клаусура 2011, Інісіаль 2012
«Рівер Плейт»: Фіналь 2014
- Володар Південноамериканського кубка (1):

«Рівер Плейт»: 2014
- Володар Кубка Лібертадорес (1):

«Рівер Плейт»: 2015
- Переможець Рекопи Південної Америки (1):

«Рівер Плейт»: 2015
- Володар Кубка банку Суруга (1):

«Рівер Плейт»: 2015
- Переможець Ліги чемпіонів КОНКАКАФ (1):

«Монтеррей»: 2019

### Індивідуальні
- Найкращий гравець Південноамериканського кубка (1): 2014[3]
- Володар «Золотої рукавички» Ліги чемпіонів КОНКАКАФ (1): 2019[4]
- У символічній збірній Ліги чемпіонів КОНКАКАФ (1): 2019[5]